# 대전판암초등학교 축구부
대전판암초등학교 축구부는 대한민국 대전광역시에 있는 초등학교 축구부이다.

## 참고 자료
- “KFA 통합경기정보 시스템”. 대한축구협회.

## 같이 보기
- 대전판암초등학교